# ACeS

Logo

ACeS (ASIA Cellular Satellite) International Limited war ein wenig erfolgreicher asiatischer Satellitentelefonanbieter mit Hauptsitz in Jakarta und Singapur. Er arbeitete mit einem geostationären Satelliten (ähnlich Thuraya), der bis zu 11.000 Gespräche gleichzeitig vermitteln konnte. Das Angebot von ACeS umfasste digitale Sprach- und Datendienste für Telefoniegeräte. Die direkte Abdeckung umfasste lediglich den asiatischen Raum, jedoch konnten ACeS-Kunden sich von Asien aus unbeschränkt ins weltweite Telefonnetz einwählen.

## Angebot
Die Vorwahl für das Netz von ACeS war +882 20. Die von der ITU zugewiesene Netzkennung war 901-10.
Am 4. September 2006 wurde bekannt gegeben, dass ACeS eine Kooperation mit Inmarsat eingehen werde. Durch diese Kooperation wollten beide Partner ihr Angebot erweitern. ACeS sollte durch die Nutzung der neuen Inmarsat-I-4-Satelliten eine nahezu weltweite Abdeckung erhalten, während Inmarsat den Zugang zu dem wichtigen Markt der Satellitenmobiltelefone erhalte. Mit einer modifizierten Version des Handgerätes bzw. der Satellitenantenne sollten Gespräche über die Inmarsat-Satelliten geführt werden können.
Das ACeS-Netz wurde über sechs Provider und siebzehn Weiterverkäufer in insgesamt vierzehn ostasiatischen Ländern vermarktet. Mit Gesprächspreisen ab 25 US-Cent/Min zählte es zu den günstigsten Netzen am Markt. Es war auch GSM-Roaming (z. B. via Swisscom) möglich.
Als Handgerät fungierte das Ericsson R190 GSM/Satellit-Dualmode-Handset, welches seit der Fusion von Ericsson und Sony zu Sony Ericsson und der damit verbundenen Einstellung der Satellitentelefone-Serie von ACeS in Lizenz produziert wurde. Das R190 war seit dem Marktstart 2001 lange Zeit das kleinste Satellitentelefon auf dem Markt. Es basierte auf der Ericsson GH688-Serie. Das meiste Zubehör war somit kompatibel mit dem Gerät. Als Besonderheit ließ sich die große Satellitenantenne gegen eine kompakte GSM-Antenne tauschen. Weiterhin wurden Festeinbauten, Geräte zum Verfolgen von Gütern (ACeS mcat) sowie Geräte für kommerziellen Rundfunk (ACeS aicast) angeboten.

## Satelliten
| Name     | Position | Gewicht (mit Treibstoff) | Start                                | Startrakete | Anmerkung |
| -------- | -------- | ------------------------ | ------------------------------------ | ----------- | --- |
| Garuda 1 | 123°O    | 4500 kg                  | 12. Februar 2000, 09:10:54 Uhr (UTC) | Proton      | Arbeitete wegen eines falsch ausgerichteten Sonnensegels nur mit halber Leistung und deckte daher ein kleineres Gebiet ab als ursprünglich geplant. Mitte 2015 erlebte der Satellit eine weitere Fehlfunktion, die ihn in einen unbrauchbaren Zustand brachte. Nach der Störung wurde der Satellit endgültig in den Ruhestand versetzt und in eine Friedhofsumlaufbahn gebracht. |
| Garuda 2 |          |                          | -                                    |             | Sollte zunächst als Reserve für Garuda 1 dienen und später eine Ausweitung des versorgten Gebietes auf Europa, den Nahen Osten und Nordafrika ermöglichen. Wegen mangelnder Einnahmen von ACeS nicht realisiert. |

## Geschichte
Aufgrund der Größe und dichten Besiedlung Asiens in Verbindung mit der Tatsache, dass die mangelhafte Infrastruktur und gegenüber Westeuropa und den USA zurückhängende industrielle Entwicklung vor allem auf dem Land in den 1990er Jahren noch kein flächendeckendes Telefonnetz ermöglichte, schlossen sich 1995 drei ostasiatische Unternehmen zusammen, um mithilfe eines Telekommunikationssatelliten eine Vollabdeckung des ostasiatischen Raums zu ermöglichen. Es handelte sich um die drei Unternehmen PT Pasifik Satellit Nusantara (PSN) aus Indonesien, Philippine Long Distance Telephone (PLDT) von den Philippinen und Jasmine International Public aus Thailand. Ziel des Konsortiums, das unter dem Namen ACeS mit Sitz in Jakarta firmierte, war es, die Staaten Brunei, Indonesien, die Philippinen, Singapur, Thailand, Indien, China und Malaysia mit einem Satellitentelefonieangebot zu versorgen. Der Start des ersten Satelliten war zunächst bereits für Ende 1997 geplant.
1996 erhielt das schwedische Unternehmen Ericsson den Zuschlag für die Produktion der Telefone, die als Zweibandgeräte für das eigene Satellitensystem und das GSM-900-Band geeignet sind.
1998 wurde ACeS Vollmitglied im GSM-MoU-Verband, um Zugang zu den weltweiten Roamingdiensten zu erhalten. Bis zum Jahresende hatte ACeS bereits Verträge mit 23 Ländern abgeschlossen.
1999 kam das US-Unternehmen Lockheed Martin als strategischer Partner dazu, der auch die zwei geplanten Satelliten bauen sollte. Außerdem wurden in diesem Jahr die Bodenstationen in Batam, Jakarta, Subic Bay und Bangkok aufgebaut sowie der Satellit Garuda 1 fertiggestellt und zum Raumfahrtbahnhof Baikonur in Kasachstan verfrachtet, wo er am 12. Februar 2000 in die Umlaufbahn geschossen wurde. Elf Tage später erreichte er seinen Einsatzort im geostationären Orbit und wurde nach einer Testphase für den kommerziellen Einsatz freigeschaltet. Der reale Vertrieb fand ab September 2000 durch die PSN-Marke Byru statt. Im November folgte das Angebot von SMART ACeS auf den Philippinen, und 2001 brachte ACeS Regional Services Co. Ltd (ARS, ehemals Jasmine) sein kommerzielles Angebot in Thailand auf den Markt.
2002 vermarktete das ACeS-Konsortium sein Angebot auf Ausstellungen (Indonesian Oil & Gas Exhibition), Messen (etwa die Offshore SouthEast Asia Expo in Singapur) und durch Sponsorenaktivitäten im Bereich von Expeditionen und Abenteuertrips, so etwa ein Fahrradrennen von Thailand nach China, die Auto-Rallye Bangkok-Lhasa über eine Strecke von 10.000 km oder die SIMEX RainForest Challenge in Malaysia.
2005 war ACeS mit Niederlassungen in mindestens 17 Ländern vertreten. Neben den staatlichen Versorgern und Gründungsunternehmen PSN in Indonesien, SMART (früher PLDT) auf den Philippinen und ARS in Thailand (früher Jasmine International) und mehreren Providern am Zweitsitz des Konsortiums in Singapur gab es auch Service-Provider in Indien (Shyam ACeS India Private Limited), Malaysia (Celcom), Nepal (Avco) und Sri Lanka (Mobitel) sowie Weiterverkäufer in Bangladesh, Brunei, Hongkong, Japan, Pakistan, Papua/Neuguinea, Taiwan und Großbritannien.
2006 wurde die Kooperation mit dem Kommunikationssatellitenbetreiber Inmarsat bekanntgegeben. Sie erfolgte unter dem Druck einer drohenden Zahlungsunfähigkeit, da die anfänglich avisierte Kundenzahl von zwei Millionen Kunden bei weitem verfehlt wurde. 2006 hatte ACeS lediglich 14.000 Kunden, bis Ende 2008 kam ACeS lediglich auf einen Bestand von etwa 20.000 Kunden bei hohen Verbindlichkeiten. Außerdem näherte sich der bisher einzige Satellit Garuda 1 dem Ende seiner projektierten Lebenszeit und hätte, auch wegen seiner durch einen technischen Fehler zu niedrigen Leistung, durch einen neuen Satelliten ersetzt werden müssen, wozu dem ACeS-Konsortium die Mittel fehlten. Im Jahr 2014 stellte ACeS seinen Betrieb vollständig ein.